# State of Affairs
State of Affairs es una serie de televisión estadounidense transmitida por NBC desde el 17 de noviembre de 2014.

## Argumento
La Presidenta de los EE.UU (Alfre Woodard) contrata a Charleston "Charlie" (Katherine Heigl), una analista de la CIA que la aconsejará en la toma de decisiones que pueden implicar crisis internacionales.
La Presidenta y Charlie se conocen desde tiempo atrás ya que Charlie estuvo comprometida con su hijo, el cual falleció víctima de un atentado. 

## Elenco

### Elenco principal
- Katherine Heigl como Charleston "Charlie" Whitney Tucker.
- Alfre Woodard como presidenta Constance Payton.[2]
- Adam Kaufman como Lucas Newsome.
- Sheila Vand como Maureen James.
- Cliff Chamberlain como Kurt Tannen.
- Tommy Savas como Dashiell Greer.
- David Harbour como David Patrick.

### Elenco recurrente
- Derek Ray como Jack Dawkins.
- James Remar como Syd Vaslo.
- Farshad Farahat como Omar Abdul Fatah.
- Mark Tallman como Aaron Payton.
- Chris McKenna como Nick Vera.
- Nestor Carbonell como Raymond Navarro.
- Courtney B. Vance como primer caballero Marshall Payton.
- Christopher Michael Holley como Earl Givens.
- Melinda McGraw como senador Kyle Green.

## Episodios
| N.º | Título            | Director           | Guionista                                                                          | Primera emisión         | Audiencia (en millones) |
| --- | ----------------- | ------------------ | ---------------------------------------------------------------------------------- | ----------------------- | ----------------------- |
| 1   | «Pilot»           | Joe Carnahan       | Historia por: Alexi Hawley Teleplay por: Joe Carnahan, Susan Morris y Alexi Hawley | 17 de noviembre de 2014 | 8.69                    |
| 2   | «Secrets & Lies»  | Joe Carnahan       | Edward Allen Bernero                                                               | 24 de noviembre de 2014 | 5.40                    |
| 3   | «Half the Sky»    | Sarah Pia Anderson | Kim Clements                                                                       | 1 de diciembre de 2014  | 7.04                    |
| 4   | «Bang, Bang»      | Nelson McCormick   | Sarah Kucserka y Veronica West                                                     | 8 de diciembre de 2014  | 6.30                    |
| 5   | «Ar Rissalah»     | Bill Eagles        | Devon Greggory                                                                     | 15 de diciembre de 2014 | 6.78                    |
| 6   | «Masquerade»      | Joe Carnahan       | Adam R. Perlman                                                                    | 22 de diciembre de 2014 | 4.58                    |
| 7   | «Bellerophon»     | P. J. Pesce        | Matthew Lau                                                                        | 5 de enero de 2015      | 4.58                    |
| 8   | «Ghosts»          | —                  | —                                                                                  | 12 de enero de 2015     | —                       |
| 9   | «Cry Havoc»       | —                  | —                                                                                  | 19 de enero de 2015     | —                       |
| 10  | «The War at Home» | —                  | —                                                                                  | 26 de enero de 2015     | —                       |